# بير المرازيق (الجوف)
بير المرازيق هي إحدى قرى الجمهورية اليمنية. تتبع جغرافيا لمحافظة الجوف و إداريًا لمديرية خب والشعف. يبلغ تعداد سكانها 3266 نسمة حسب الإحصاء الذي أجري عام 2004.